# 马来亚共产党（马列）
马来亚共产党（马列）成立于1970年2月15日，由马来亚共产党内部不满中央开展的“肃反”运动的成员组成。该党掌控了泰国南部原属马共的几个基地。1982年7月，该党的武装遭到泰国政府军围剿，几个主要基地被占领。1983年，该党与也是分裂自马共的马来亚共产党革命派合并为马来西亚共产党。